# Parque Nacional Isla de Salamanca
Parque Nacional Isla de Salamanca är en nationalpark i Colombia.   Den ligger i departementet Magdalena, i den norra delen av landet, 700 km norr om huvudstaden Bogotá. Parque Nacional Isla de Salamanca ligger 3 meter över havet. Den ligger vid sjön Ciénaga La Redonda.
Savannklimat råder i trakten. Årsmedeltemperaturen i trakten är 27 °C. Den varmaste månaden är juni, då medeltemperaturen är 28 °C, och den kallaste är januari, med 26 °C. Genomsnittlig årsnederbörd är 1 621 millimeter. Den regnigaste månaden är oktober, med i genomsnitt 264 mm nederbörd, och den torraste är januari, med 11 mm nederbörd.